# Frente de la Juventud
El Frente de la Juventud (FJ) va ser un partit de l'extrema dreta espanyola, escissió de Fuerza Joven, les joventuts de Fuerza Nueva, en 1978, que pretenien una renovació del discurs del partit. Els escindits, aproximadament 300 militants de FJ i també de la Secció C (servei d'ordre del FN), amb força a Madrid, València i Valladolid, a l'any següent es van unir amb altre grup escindit mesos abans a Barcelona, el Frente Nacional de la Juventud.
Dirigit per José de les Heras, Juan Ignacio Rodríguez i Ernesto Milà pretenia constituir-se com avantguarda revolucionària de l'extrema dreta. Ernesto Milà va ser acusat d'organitzar una manifestació il·legal i va marxar a París. El 12 de desembre de 1980 el seu secretari general, Juan Ignacio Rodríguez, va ser assassinat en estranyes circumstàncies. El gener de 1981 més de trenta militants van ser detinguts per la policia acusats d'activitats terroristes, entre altres atemptats van ser acusats de col·locar una bomba a Madrid per la qual va morir una persona i altres nou van resultar ferides. El partit es va dissoldre el 29 d'agost de 1982.